# 東谷村 (大分県)
東谷村（ひがしたにむら）は、大分県下毛郡にあった村。現在の中津市の一部にあたる。

## 地理
跡田川支流、東谷川の流域の谷あいに位置していた。

## 歴史
- 1889年（明治22年）4月1日、町村制の施行により、下毛郡東谷村が単独で村制施行し、東谷村が発足[1][2]。大字は編成せず[2]。役場を字中手原に設置し、のち字竹ノ下に移転[2]。
- 1954年（昭和29年）3月31日、本耶馬渓村に編入され廃止[1][2]。

## 産業
- 農業、林産[2]